# Виктор Емануил Савойски-Аоста
Вижте пояснителната страница за други личности с името Виктор Емануил.
Виктор Емануил Торино Йоан Мария Савойски-Аоста (на италиански: Vittorio Emanuele Torino Giovanni Maria di Savoia, conte di Torino, Виторио Емануеле Торино Джовани Мария ди Савоя-Аоста; * 24 ноември 1870, Торино, Кралство Италия; † 10 октомври 1946, Брюксел, Кралство Белгия) е граф на Торино и италиански генерал, представител на Савоя-Аоста – кадетски клон на Савойската династия.

## Произход
Той е вторият син на Амадей I (* 1845, † 1890), херцог на Аоста и единствен крал на Испания (1870 – 1873) от Савойската династия, и на съпругата му Мария Витория дал Поцо дела Чистерна (* 1847, † 1876), наследница на стар аристократичен пиемонтски род. Негови дядя и баба по бащина линия са крал Виктор Емануил II, последен крал на Сардиния (1849 – 1861) и първи крал на обединена Италия (17 март 1861 – 1878), и ерцхерцогиня Мария Аделхайд Хабсбург-Лотарингска, а по майчина – принц Карл Емануил дал Поцо дела Чистерна, сенатор на Кралство Италия, и графиня Луиза Каролина Гислен дьо Мерод. Чичо му е крал Умберто I. Той е първи братовчед на бъдещия крал на Италия Виктор Емануил III. Има двама братя: 
- Емануил Филиберт (* 1869, † 1931), херцог на Аоста (1890 – 1931), принц на Астурия (1870 – 1873), генерал, маршал на Италия, съпруг на Елена Орлеанска
- Лудвиг Амадей (* 1873, † 1933), 1-ви херцог на Абруци, адмирал, изследовател и алпинист, неженен

Има и един природен брат от втория брак на баща си.

## Биография

### Начални години и образование
Прави военна кариера в кавалерията. Учи във Военния колеж в Милано, сега известен като Военна школа „Теулие“, и Военната академия в Модена, завършвайки я през 1889 г. с чин „младши лейтенант“. Първоначално е назначен в полка „ Ница Кавалерия “, а по-късно е преместен в „Пиемонте Кавалерия“ с чин „лейтенант“.

### Дуел
На 15 август 1897 г. в гората на Вокресон близо до Версай се бие на дуел с принц Анри Орлеански, който в свои писма до вестник „Фигаро по време на пътуването си в Етиопия очерня стойността на италианските войници след битката при Адуа (1 март 1896). Графът на Торино ранява опонента си в корема и печели дуела след 26 минути (в двубоя негов кръстник е генерал Феличе Авогадро ди Куинто, а негов свидетел е генерал Кориолано Понца ди Сан Мартино). След завръщането си в родината е посрещнат с големи почести от чичо си Умберто I, докато вестниците от онова време го превръщат в нещо като национален герой.
Джовани Пасколи, отразявайки емоцията, предизвикана в Италия от дуела му с френския принц, посвещава на събитието кратко стихотворение, озаглавено „Двата меча“ (Le due spade).

### Вероятен годеж
През януари 1898 г. главните европейски вестници съобщават, предполагайки, че е сигурен, за неговия предполагаем годеж с принцеса Клара Баварска, по-малка сестра на братовчедка му Изабела, но новината не е потвърдена и бракът никога не е споменат отново.

### Военна кариера
През 1900 г. Виктор Емануил е назначен за полковник и е повишен в командването на Копиеносците от Новара. През 1903 г. е повишен в бригаден генерал и командва 7-а конна бригада. През 1910 г. е генерал-лейтенант и инспектор на кавалерията. През Първата световна война (1915 – 1918) е началник на кавалерийския корпус. Повишен е в корпусен генерал през 1923 г.

### Последни години и смърт
По време на фашизма заема неутрална позиция. Неженен и бездетен, той умира на 75-годишна възраст в Белгия през 1946 г., където е отишъл в изгнание след институционалния референдум за република или монархия. От 1968 г. е погребан в Кралската крипта на базиликата Суперга в Торино.